# Campeonato Brasileiro Interclubes de Voleibol de Praia Sub-17
Campeonato Brasileiro Interclubes de Voleibol de Praia Sub-17, cuja abreviação é CBIVP Sub-17, é a competição realizada pela Unidade de Vôlei de Praia (UVP) da CBV, onde competirão duplas e quartetos inscritos por clubes em cada naipe na categoria Sub-17.

## História
A primeira edição do CBIVP Sub-17 aconteceu no período de 28 de fevereiro a 5 de março de 2018.